# Maxillaria cozierana
Maxillaria cozierana är en orkidéart som beskrevs av Henry Gordon Jones. Maxillaria cozierana ingår i släktet Maxillaria och familjen orkidéer.
Artens utbredningsområde är Guyana. Inga underarter finns listade i Catalogue of Life.